# Ápio Cláudio Crasso (tribuno consular em 424 a.C.)
Ápio Cláudio Crasso (em latim: Appius Claudius Crassus) foi um político da gente Cláudia nos primeiros anos da República Romana eleito tribuno consular em 424 a.C.. Era filho de Ápio Cláudio Crasso Inregilense Sabino, decênviro por duas vezes, e, provavelmente, pai de Ápio Cláudio Crasso Inregilense, ditador em 362 a.C.. Ápio Cláudio Crasso, tribuno consular em 403 a.C., era seu sobrinho.

## Tribunato consular (424 a.C.)
Em 424, Ápio Cláudio foi eleito tribuno consular novamente, desta vez com Lúcio Sérgio Fidenato, Espúrio Náucio Rutilo e Sexto Júlio Julo.
Durante o ano foram instituídos grandes jogos para festejar a vitória sobre Veios e Fidenas nos dois anos anteriores. Candidatos plebeus, com o apoio dos tribunos da plebe, entraram em campanha para as eleições do ano seguinte. O Senado e os tribunos consulares, num encontro secreto sem a presença dos tribunos da plebe, decidiu que cônsules seriam eleitos para o ano seguinte, excluindo a possibilidade de se eleger um plebeu. Para evitar protestos dos tribunos da plebe contra a decisão, Senado envia os tribunos consulares para investigarem um possível abuso dos volscos contra os hérnicos e deixam Roma aos cuidados de Ápio Cláudio, conhecido por sua antipatia em relação aos tribunos da plebe pelo tratamento que deram ao seu pai.